# Узі (Селтинський район)
Узі́ (рос. Узи) — село у складі Селтинського району Удмуртії, Росія.

## Населення
Населення — 450 осіб (2010; 458 в 2002).
Національний склад станом на 2002 рік:
- росіяни — 52 %
- удмурти — 47 %

## Урбаноніми[3]
- вулиці — 40 років Жовтня, Лісова, Молодіжна, Польова, Радянська
- провулки — Ставковий